# Djuptjärnen (Degerfors socken, Västerbotten, 713234-168137)
Djuptjärnen är en sjö i Vindelns kommun i Västerbotten och ingår i Umeälvens huvudavrinningsområde. Sjön har en area på 0,0356 kvadratkilometer och ligger 237,1 meter över havet.

## Delavrinningsområde
Djuptjärnen ingår i det delavrinningsområde (713227-168176) som SMHI kallar för Namn saknas. Medelhöjden är 267 meter över havet och ytan är 3,79 kvadratkilometer. Det finns inga avrinningsområden uppströms utan avrinningsområdet är högsta punkten. Vattendraget som avvattnar avrinningsområdet har biflödesordning 4, vilket innebär att vattnet flödar genom totalt 4 vattendrag innan det når havet efter 95 kilometer. Avrinningsområdet består mestadels av skog (87 procent). Avrinningsområdet har 0,04 kvadratkilometer vattenytor vilket ger det en sjöprocent på 0,9 procent.